# Condición de la mano de obra agrícola en Alemania Oriental
Condición de la mano de obra agrícola en Alemania Oriental (en aleman: Die Verhältnisse der Landarbeiter im ostelbischen Deutschland) es un libro escrito por Maximilian Weber, un economista y sociólogo alemán, en 1892. Tenga en cuenta que la edición original estaba en alemán y el título se puede traducir como "Condición del trabajo agrícola en Alemania del Este".
En 1890 una asociación voluntaria (conocida como Verein für Socialpolitik) de académicos, funcionarios gubernamentales y otros especialistas decidió estudiar la situación de los terratenientes en Alemania. Weber asumió la responsabilidad de revisar los datos de las provincias alemanas al este del río Elba.
La situación en esa parte de Alemania fue influenciada por la afluencia de trabajadores migratorios de Europa del Este, con especial atención a polacos y rusos, mientras que los trabajadores alemanes querían aumentar su  movilidad social, especialmente cambiando las relaciones laborales tradicionales de esa región (los trabajadores sólo podían convertirse en trabajadores con contrato anual).
Sin embargo, sus demandas y expectativas los estaban colocando en una posición más débil en la lucha económica por la supervivencia, ya que eran menos competitivos que los trabajadores migratorios.
Weber analizó esos cambios en las relaciones laborales como un síntoma de cambios generalizados en toda la sociedad alemana.
- Datos: Q5159238